# Aleksandr Nazarow
Aleksandr Aleksandrowicz Nazarow (ros. Александ Александрович Назаров, ur. 25 maja 1925 we wsi Małaja Łopuchowka obecnie w rejonie wolskim w obwodzie saratowskim, zm. 7 lutego 1945 w Legnicy) – radziecki wojskowy, młodszy porucznik, uhonorowany pośmiertnie tytułem Bohatera Związku Radzieckiego (1945).

## Życiorys
Dzieciństwo spędził w Wolsku, ukończył niepełną szkołę średnią w miejscowości Dwigatielstroj (obecnie Kaspijsk w Dagestanie). W 1942 zgłosił się ochotniczo do armii, został skierowany do 10 Dywizji Piechoty Wojsk NKWD, w składzie której walczył w bitwie pod Stalingradem, później uczył się w szkole piechoty. Od 1943 walczył na 1 Froncie Ukraińskim, brał udział w forsowaniu Dniepru i marszu przez Ukrainy] i Polski. Za zasługi bojowe był odznaczony medalami, a 20 stycznia 1945 został przedstawiony do odznaczenia Orderem Czerwonej Gwiazdy. Był dowódcą plutonu 1 batalionu 243 pułku piechoty 181 Dywizji Piechoty 13 Armii w stopniu młodszego porucznika. Zginął w walce o Legnicę. Został pochowany na cmentarzu żołnierzy radzieckich we Wrocławiu. 27 czerwca 1945 pośmiertnie otrzymał tytuł Bohatera Związku Radzieckiego i Order Lenina. W Kaspijsku postawiono jego pomnik i nazwano szkołę jego imieniem.